# Parnall Peto

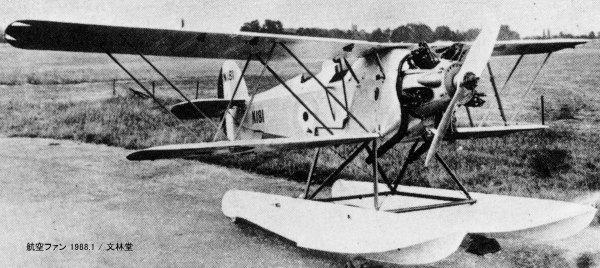
Il Parnall Peto N181 motorizzato con il radiale a 5 cilindri Armstrong Siddeley Mongoose.

Il Parnall Peto era un idroricognitore biplano prodotto dall'azienda britannica George Parnall and Company Limited negli anni venti ed utilizzato dalla Royal Navy come aereo imbarcato nel sommergibile HMS M2, un battello della Classe M modificato appositamente.

## Storia del progetto
Nel 1924 l'Air Ministry britannico emise una specifica, la 16/24, per la richiesta di un idrovolante di piccole dimensioni, in modo da essere facilmente stivabile, per equipaggiare una nuova classe di sottomarini. Questa, designata Classe M, era il risultato della prima riprogettazione della Classe K e dell'ulteriore modifica imposta dal trattato di Washington che, come conseguenza della rimozione del cannone calibro 305 mm (12 in) posto davanti alla torre di comando, permise di realizzare al suo posto un hangar a compartimento stagno.
La George Parnall and Company Limited propose un modello che, oltre alle ridotte dimensioni richieste dalle specifiche, utilizzava un sistema, ideato da George Parnall proprietario e progettista dell'azienda, che permetteva il veloce ripiegamento all'indietro delle due strutture semialari.
Il primo esemplare, immatricolato N181, venne portato in volo per la prima volta il 4 giugno 1925 motorizzato con un Bristol Lucifer, un radiale a 3 cilindri capace di erogare una potenza di 128 hp (95 kW). Dopo le prove di volo, pur ritenendo le sue prestazioni soddisfacenti, si decise di introdurre alcune modifiche.
Vennero adottate ali di diversa struttura, si ritenne di utilizzare galleggianti diversi realizzandoli in metallo in luogo dei precedenti costruiti in compensato di mogano, e utilizzato un motore che fornisse maggiore prestazioni, un radiale a 5 cilindri Armstrong Siddeley Mongoose da 135 hp (101 kW).
Il Peto venne realizzato in 2 soli esemplari:
- N181 – dopo l'adozione delle migliorie subì un incidente a Gibilterra l'11 febbraio 1930 che ne comportò la ricostruzione, compresa l'adozione dei galleggianti di tipo metallico, e la nuova immatricolazione N255. Assegnato al HMS M2 venne perso con l'affondamento dello stesso nel 1933.
- N182 – rimasto distrutto in un incidente il 29 giugno 1930.

## Impiego operativo

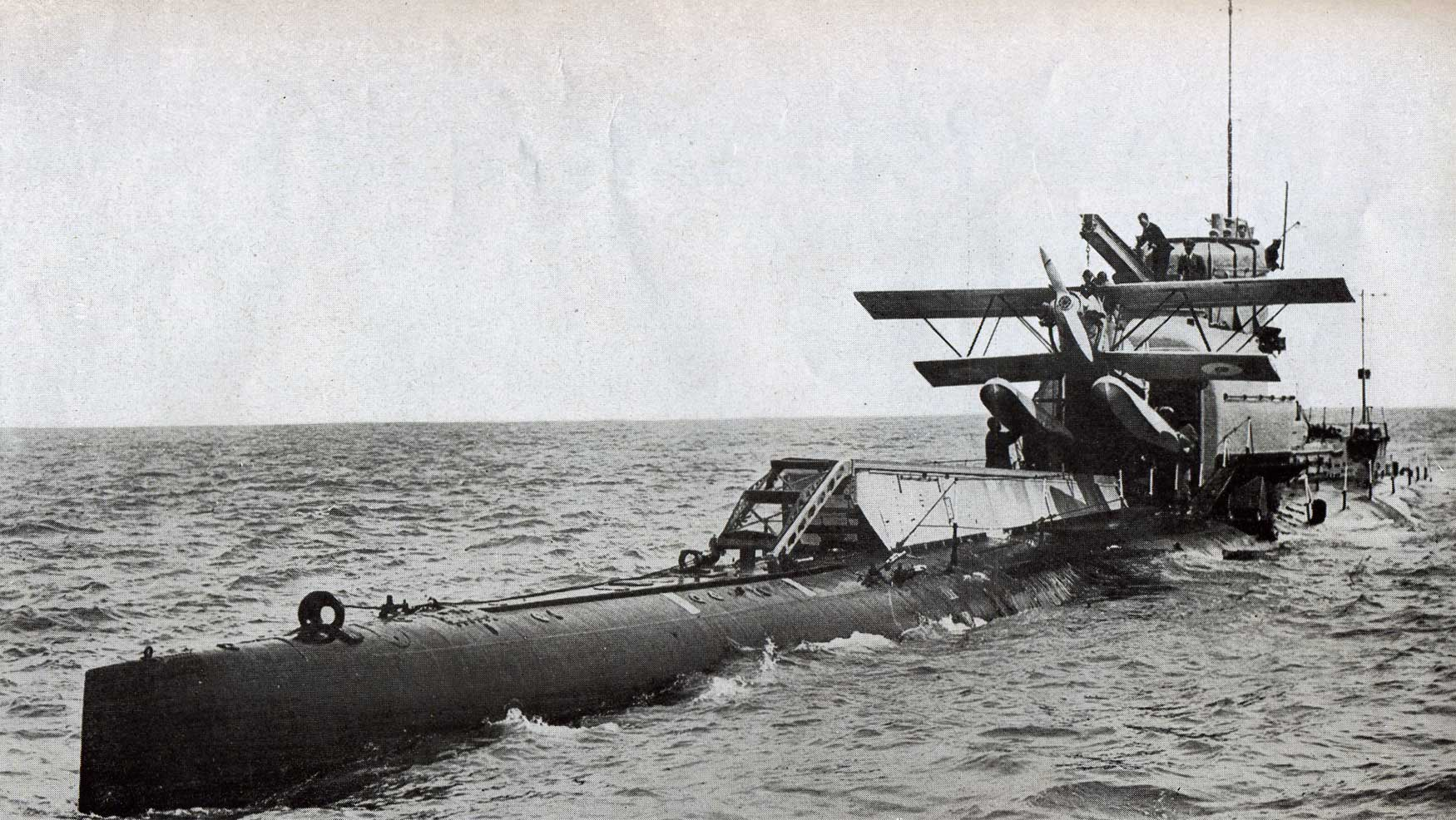
Un Parnall Peto durante le operazioni di recupero sul sottomarino britannico HMS M2.

Il Peto veniva stivato nell'hangar a tenuta stagna ricavato davanti alla torretta. Una volta emerso il sommergibile puntava la prua controvento, il personale usciva ad aprire il portellone anteriore spingendo l'idrovolante sulla rotaia della catapulta, quindi il pilota rimetteva le ali in posizione ed accendeva il motore. A quel punto il comandante dava l'ordine di raggiungere la massima velocità che consentiva, oltre alla spinta fornita dalla catapulta azionata ad aria compressa, di favorire il decollo del mezzo aereo. Una volta in volo il comandante dava l'ordine di immersione ed aspettava che l'equipaggio del Peto effettuasse una ricognizione della zona, quindi l'idrovolante ammarava e, una volta emerso, veniva recuperato dal sommergibile, issato sulla slitta con una gru e spinto nuovamente nell'hangar.

## Descrizione tecnica
Il Peto, pur rispettando l'esigenza delle dimensioni contenute, risultava un idrovolante di aspetto tradizionale per l'epoca; monomotore, biplano, dotato di galleggianti a scarponi.
La costruzione era a tecnica mista, con struttura in tubi d'acciaio saldati ricoperti in legno, tela ed alluminio. La fusoliera presentava due abitacoli in tandem posti in posizione centrale, dietro il bordo d'uscita dell'ala superiore, l'anteriore riservato al pilota, il posteriore per l'osservatore. Posteriormente terminava in un impennaggio cruciforme monoderiva.
La configurazione alare era biplano-sesquiplana, con l'ala inferiore di apertura alare inferiore rispetto alla superiore e leggermente traslata verso la parte posteriore. L'intera struttura alare era sganciabile e ruotabile di 90° verso la parte posteriore per permettere un minore ingombro, necessario per riporre il velivolo all'interno dell'angusto hangar.
I galleggianti, di tipo "Consuta", erano collegati alla parte inferiore della fusoliera tramite un castello in tubi d'acciaio.
Le soluzioni scelte per la propulsione erano orientate su un motore radiale posizionato sul muso ed abbinato ad un'elica bipala.

## Utilizzatori
Regno Unito
- Royal Navy

## Velivoli comparabili
Francia
- Besson MB-411

 Germania
- Arado Ar 231

 Giappone
- Yokosuka E14Y

### Pubblicazioni
- (EN) A submarine aircraft carrier, in Flight, 31 luglio 1931,  pp. 759-63. URL consultato il 29 gennaio 2012.
- (EN)  Motum, John. The Putnam Aeronautical Review, No.2, March 1990, Putnam, UK